# BMK
BMK(본명: 빅마마 킹, 김현정, 1973년 9월 30일 ~ )는 대한민국의 소울 가수이다.

## 생애
서울재즈아카데미 보컬학과를 졸업한 그녀는 1994년 언더그라운드 라이브 클럽에서 재즈 록 음악 가수로 첫 데뷔하였고 이후 2011년 창립한 BMK 소울 트레인 보컬아카데미라는 학원에서 원장을 맡고 있다.
2008년부터 연애했던 미국인 맥시 래리 디렐(Maxey Larry Derrelle)과 2011년 6월 24일 결혼했다.

## 음반 목록

### 정규 음반
- No More Music (2003년)
- SOUL FOOD (2005년)
- 999.9 (2007년)

기타 음반
- "Blackberry Vol.1" (2008년, 싱글)
- 〈일어나〉 (2010년, 싱글)
- 〈보물 찾기〉 (2010년, 싱글)
- 《사랑은 이별보다 빨라서》 (2010년, EP)

## TV 방송
- MBC 나는 가수다 (2011년)